# 休斯 (澳大利亞國會選區)
休斯選區（英語：Division of Hughes），是澳大利亞新南威爾斯州的下議院選區，位於州府悉尼南郊。面積178平方公里。
選區始於1955年，因第七任總理比利·休斯而得名。1996年以後傾向自由黨。2010年大選，自由黨的克萊格·凱利當選。